# Megachile woodfordi
Megachile woodfordi är en biart som beskrevs av Cockerell 1911. Megachile woodfordi ingår i släktet tapetserarbin, och familjen buksamlarbin. Inga underarter finns listade i Catalogue of Life.